# Goczałkowice-Zdrój (gmina)
Goczałkowice-Zdrój – jednowioskowa gmina wiejska w województwie śląskim, w powiecie pszczyńskim. W latach 1992–1998 gmina położona była w województwie katowickim.
Siedziba gminy to Goczałkowice-Zdrój.
Według danych z 2011 roku gminę zamieszkiwało 6689 osób.

## Struktura powierzchni
Według danych z roku 2002 gmina Goczałkowice-Zdrój ma obszar 48,64 km², w tym:
- użytki rolne: 18%
- użytki leśne: 2%

Gmina stanowi 10,27% powierzchni powiatu.

## Demografia

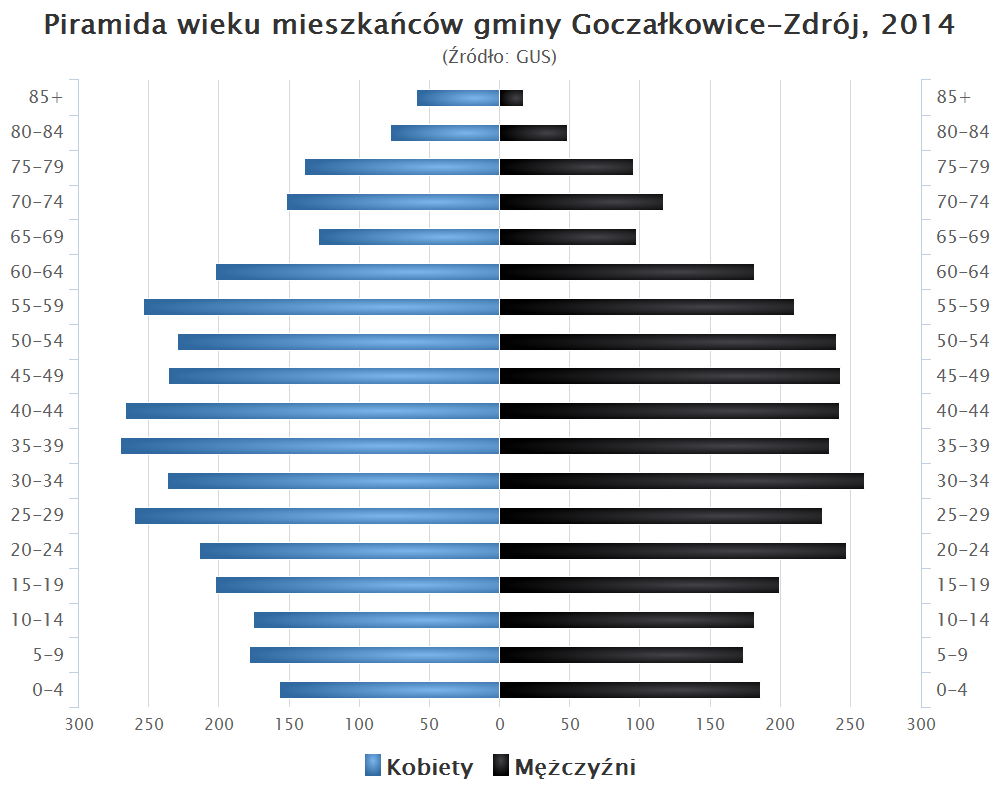
Piramida wieku mieszkańców gminy Goczałkowice-Zdrój w 2014 roku

Dane z grudnia 2011 roku:
| Opis                              | Ogółem | Ogółem | Kobiety | Kobiety | Mężczyźni | Mężczyźni |
| --------------------------------- | ------ | ------ | ------- | ------- | --------- | --------- |
| jednostka                         | osób   | %      | osób    | %       | osób      | %         |
| populacja                         | 6689   | 100    | 3459    | 51,7    | 3230      | 48,3      |
| gęstość zaludnienia (mieszk./km²) | 137,52 | 137,52 | 66,0    | 66,0    | 62,2      | 62,2      |

## Sąsiednie gminy
Chybie, Czechowice-Dziedzice, Pszczyna, Strumień